# Ужгород (поїзд)
«У́жгород» — пасажирський поїзд № 46/45 сполученням Ужгород — Харків, є найдовшим маршрутом у внутрішньому сполученні України. Протяжність маршруту — 1461 км. На даний поїзд є можливість придбати електронні проїзні документи.

## Історія
Вперше в історії пасажирський поїзд за маршрутом Ужгород — Лисичанськ було призначено з 10 грудня 2017 року, одразу ж після скасування поїзда № 99/100 «Закарпаття».
З 5 серпня 2018 року поїзд курсував без заїзду на станцію Здолбунів. З 2022 року відновлено рух поїзда через станцію Здолбунів.
З 17 березня по 23 липня 2020 року поїзд було скасовано через пандемію COVID-19, але після пом'якшення карантинних обмежень поїзду було призначеноткурсування один раз на три дні.
2019 року поїздом скористалася найбільша кількість пасажирів у внутрішньому сполученні — 1,17 млн пасажирів. 2020 року перевезено — 461,5 тис. пасажирів.
24 лютого 2022 року змінено маршрут руху поїзда через станцію Полтаву та тимчасово припинено курсування через станції Суми, Ворожба, Ніжин, Конотоп, Бахмач-Пасажирський. Через декілька днів поїзд тимчасово був перенаправлений до станції Краматорськ.
Станом на 2024 рік 
поїзд курсує за маршрутом Харків — Ужгород (через станції Конотоп, Суми). Рух до станції Лисичанськ наразі тимчасово скасований через повномасштабне російське вторгнення в Україну.

## Інформація про курсування
Поїзд «Ужгород» курсує цілий рік, через день. На маршруті руху зупиняється на 38 проміжних станціях.
| Розклад руху поїзда «Ужгород» | Розклад руху поїзда «Ужгород» | Розклад руху поїзда «Ужгород» | Розклад руху поїзда «Ужгород» | Розклад руху поїзда «Ужгород» |
| Час прибуття                  | Час відправлення              | Станція                       | Час прибуття                  | Час відправлення              |
| ----------------------------- | ----------------------------- | ----------------------------- | ----------------------------- | ----------------------------- |
| —                             | 11:16                         | Ужгород                       | 15:34                         | —                             |
| 15:45                         | —                             | Харків                        | —                             | 14:44                         |

Актуальний розклад руху вказано у розділі «Розклад руху призначених поїздів» на офіційному вебсайті «Укрзалізниці».

## Склад поїзда
На маршруті руху курсує два склади формування ПКВЧ-5 станції Ужгород.
Зазвичай поїзд складається з 15 фірмових пасажирських вагонів різного класу комфортності:
- 1 вагон класу Люкс (№ 5)
- 5 купейних (№ 1—4, 6);
- 9 плацкартних вагонів (№ 7—15).

Вагон № 6 — штабний. Вагони фірмові, купе та люкс оснащено кондиціонерами, частково — біотуалетами та іншими зручностями.

## Режим продажу квитків
Квитки на поїзд продаються на загальних підставах (за 60 днів з 08:00).
У пункті 7.4. «Правил перевезення пасажирів…» зазначено:
|  | На проміжних станціях пасажири з проїзними документами допускаються для посадки в будь-який вагон потяга». |

До 8 липня 2019 року була можливість придбати проїзний квиток за 45 діб.

## Цікаві факти
- Номер поїзда у парному напрямку складається з двох послідовних парних цифр (4, 6), а тому легко запам'ятовується, а зворотно — послідовні (4, 5)